# Umano (Dungeons & Dragons)
Nel gioco di ruolo fantasy Dungeons & Dragons, l'Umano (Human nella versione originale in inglese) è una delle razze descritte e, nella maggior parte delle ambientazioni, è la razza dominante. Sono creature versatili, che si adattano facilmente alle situazioni e agli ambienti naturali in cui vivono, ma sono anche estremamente individualiste e ambiziose; questa versatilità fa sì che gli individui della razza siano molto differenti fra loro culturalmente e socialmente e fa anche sì che il loro modo di comportarsi sia molto variabile: si possono incontrare sia individui degni di beatificazione che individui altrettanto diabolici.
Un umano, che può vivere per oltre 100 anni, ma solitamente l'età media si aggira attorno ai 70 anni (è una delle razze descritte nel Manuale del Giocatore meno longeve), è un umanoide con un'altezza che varia da 150 a 180 centimetri e con un peso che varia da 55 a oltre 110 chilogrammi; le femmine sono generalmente meno pesanti e meno alte dei maschi. Il colore della pelle può variare da quasi nero a rosa pallido e i capelli possono esseri da neri a biondo chiaro fino a bianchi negli individui anziani. La lunghezza della barba, assente nelle femmine, può essere molto diversa: alcuni individui risultano completamente rasati, altri con barbe corte ma ben curate e tagliate in modo particolare, altri con barbe incolte, altri ancora con lunghe barbe fino ai piedi.
Gli umani vivono usualmente organizzati in insediamenti (villaggi, piccoli paesi, città) di grandezza molto variabile; la densità e il numero di tali insediamenti è frequentemente molto elevata, tanto che spesso sono riuniti in regni, nazioni o stati. Si comportano in maniera generalmente neutrale nei confronti delle altre razze, anche se sono più tolleranti nei confronti dei mezzelfi. Il linguaggio normalmente conosciuto dalla razza è il Comune.

## Evoluzione nella storia di D&D

### Original D&D
La razza è introdotta già nella prima edizione del gioco. È possibile definirla come la razza principale, poiché è l'unica che può accedere a tutte le classi disponibili (le sottoclassi, come ad esempio l'Assassino o il Druido, sono addirittura tutte esclusive), senza inoltre limitazioni nel livello massimo raggiungibile. Il vantaggio degli umani è quindi la versatilità e l'adattabilità, ulteriormente sottolineata dalla possibilità di essere di qualsiasi allineamento, a differenza di tutte le altre razze che invece sono limitate in questa scelta. Come svantaggio però, un umano non ha capacità speciali razziali, cosa che invece caratterizza le altre creature. In questa edizione, la varietà di linguaggi conosciuti non è, per l'umano, un vantaggio come avviene in quasi tutte le altre edizioni (a parte D&D Base), poiché anche i non-umani possono scegliere i linguaggi addizionali (cioè a libera scelta del giocatore) senza avere nessuna restrizione né nel numero, né nel tipo di linguaggio.

### AD&D Prima Edizione
Un umano, oltre ad avere il vantaggio di poter accedere a tutte le classi e le sottoclassi e di non avere limiti nel livello massimo raggiungibile, non ha né bonus, né penalità razziali. Inoltre, un personaggio, per poter essere umano, non ha punteggi di caratteristica minimi da soddisfare (in questa edizione, i limiti nei valori di caratteristica massimi e minimi dipendono, oltre che dalla razza, anche dal sesso del personaggio). In AD&D, gli umani non hanno a disposizione combinazioni multiclasse prestabilite ma è presente una meccanica di gioco dedicata al loro spirito di adattamento chiamata "classe duale", esclusiva per gli umani: in qualsiasi momento, un personaggio umano può acquisire una seconda classe (di qualsiasi tipo, senza limitazioni se non quelle derivanti dall'allineamento, quindi anche improbabili come Druido\Ladro), cessando di progredire nella prima classe e partendo dal primo livello nella seconda. La varietà di linguaggi conosciuti è un altro vantaggio dei personaggi umani; anche se i non-umani non sono limitati nel tipo di linguaggio addizionale da scegliere, lo sono fortemente nel numero.

### D&D Base

#### Quarta revisione
In questa versione, le classi Guerriero, Chierico, Mago e Ladro (e, con il Master Set, il Mistico) diventano esclusivamente umane, poiché le altre razze "standard" sono vere e proprie classi base. Queste cosiddette "classi semiumane", sostanzialmente versioni modificate dalle capacità razziali delle "classi umane", sono comunque soggette a limitazioni nel livello raggiungibile. Anche per le classi semiumane non c'è limitazione nella scelta dell'allineamento (questa decisione probabilmente deriva da AD&D1ed, cronologicamente antecedente, in cui l'allineamento non è più dipendente dalla razza, ma solo dalla classe). Come in OD&D, gli umani non hanno il vantaggio di poter conoscere una maggiore varietà di linguaggi.

### D&D Terza Edizione
Con l'introduzione nella meccanica di gioco del sistema di abilità e talenti non ci sono più limitazioni nella scelta della classe e nel livello massimo raggiungibile a seconda della classe prescelta; quindi, la principale caratteristica degli umani, ovvero l'adattabilità e la versatilità, viene riflessa nel gioco concedendo ad un personaggio umano, al momento della creazione del personaggio e ad ogni passaggio di livello, un talento extra e punti abilità in più da assegnare rispetto al normale. Inoltre, avendo tutte le classi come "favorite", non subisce penalità in punti esperienza (nel caso ce ne fossero) diventando multiclasse; un umano poi può scegliere qualsiasi tipo di linguaggio come linguaggio bonus, mentre altre razze sono ristrette a quelli di una limitata lista (da notare che in D&D3.0 anche il Mezzelfo aveva questa facoltà, eliminata poi in D&D3.5).

## Ambientazioni

### Forgotten Realms
La descrizione di un Umano nei Forgotten Realms non si discosta dal modello classico descritto nel Manuale del Giocatore, anche se esistono alcune regioni in cui vi sono forti differenze; ad esempio, nella zona di Faerûn chiamata "Antichi Imperi" gli umani sono rappresentati come i popoli dell'antico Egitto, mentre nel continente Maztica come maya e aztechi, o ancora nello Shaar come nativi americani e in Kara-Tur come i popoli dell'antico Giappone. Nel Faerûn è possibile notare una gradazione del colore della pelle umana da rosa chiaro a tonalità scure passando da nord a sud. Anche se le loro capacità sono fondamentalmente limitate, su Toril gli umani sono i più numerosi e, finora, dominano (ma con fatica) su tutte le terre conosciute; anche gli eroi, i personaggi degni di nota particolarmente malvagi e le personalità influenti sono umani. Non c'è, a differenza di altre razze, un'ulteriore divisione in sottorazze.